# Cressing Temple

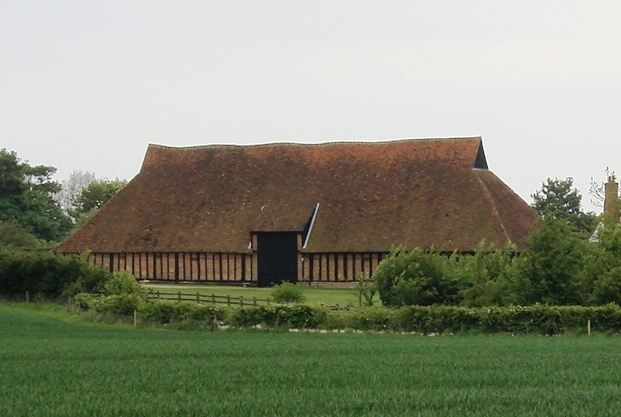
Wheat Barn („Weizenscheune“)

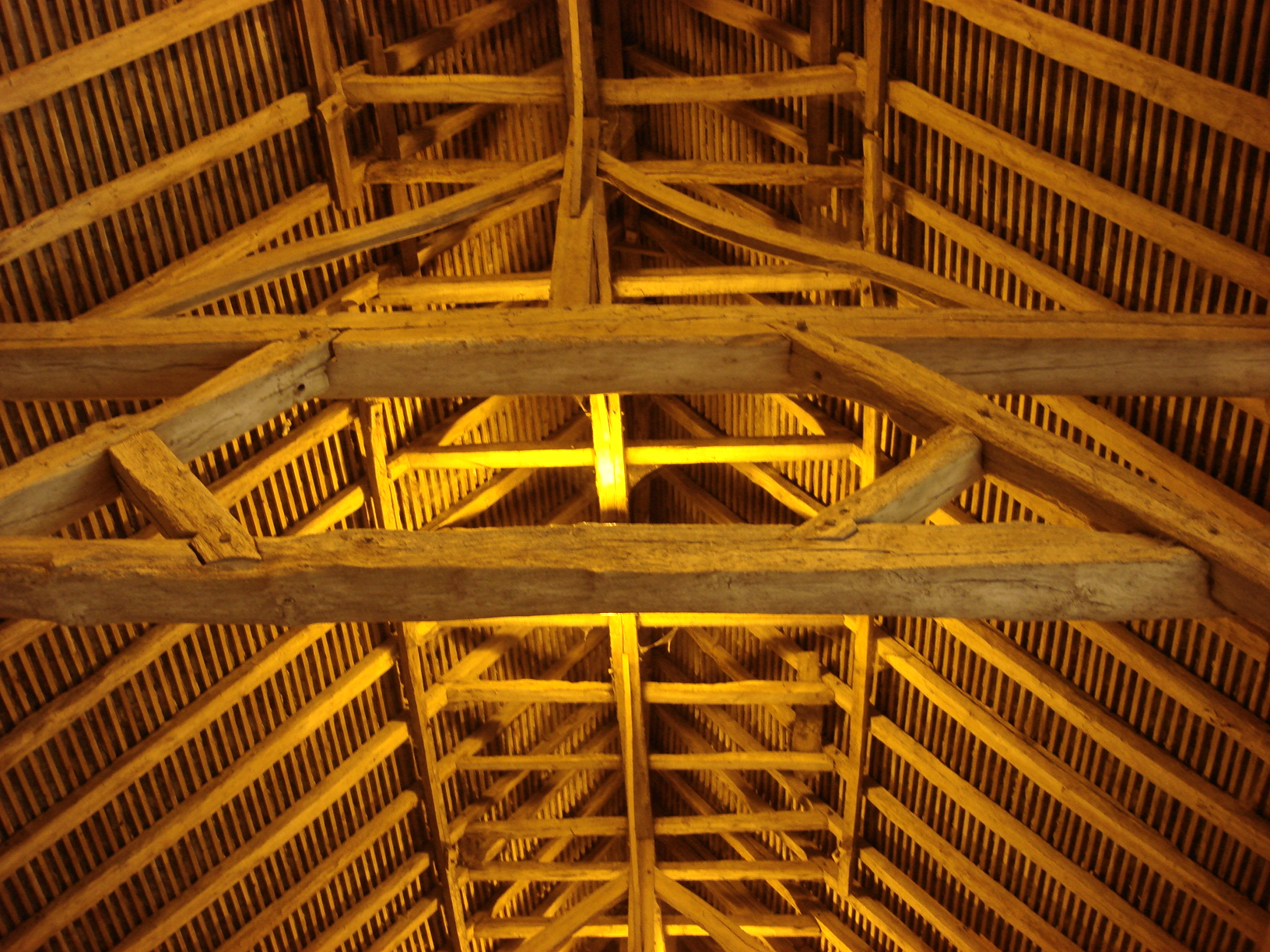
Dachstuhl der Barley Barn („Gerstenscheune“)

Cressing Temple ist der Name eines ländlichen mittelalterlichen Gebäudeensembles in der Nähe von Witham und Braintree in der englischen Grafschaft Essex. Dieses ist mit dem Grade I im englischen Denkmalverzeichnis eingetragen.

## Geschichte
Als Folge mehrerer aufeinander folgender Schenkungen im 12. Jahrhundert gelangte der Grundbesitz in den Besitz des Templerordens. Dieser erbaute eine Kapelle sowie die zwei mittelalterlichen Großscheunen Barley Barn („Gerstenscheune“) und Wheat Barn („Weizenscheune“). Mit einer Entstehungszeit im frühen 13. Jahrhundert ist die Barley Barn das älteste erhaltene Fachwerkgebäude Europas. Im Lauf der Zeit kamen weitere Bauten hinzu – so z. B. eine Brauerei, eine Schmiede, ein  Brunnenhaus etc.
Während der Regierungszeit König Edwards II. (reg. 1307–1327) wurde der Templerorden in England aufgelöst; seine Besitztümer wurden beschlagnahmt und verteilt. Cressing Temple gelangte in den Besitz des Johanniterordens.
Unter den Tudor-Herrschern entstand im 16. Jahrhundert ein – inzwischen restaurierter – umwallter Garten (Walled Garden). Um das Jahr 1575 wurde ein weiteres großes Speichergebäude (granary) errichtet. Bis zum 18. Jahrhundert kamen weitere Bauten hinzu; andere verschwanden.
Die Anlage wird heute als Veranstaltungsort genutzt.

## Architektur
Die Außenmaße der beiden annähernd baugleichen Scheunen liegen jeweils bei etwa 38 m Länge, 13 m Breite und 13 m Höhe. Die ungefähr die dreifache Höhe des eigentlichen Lagerraumes erreichenden Dachkonstruktionen mit ihren seitlichen Walmdächern wurden wahrscheinlich vollständig oder aber in Teilen von Schiffszimmerleuten gefertigt und waren – anders als die meisten Gebäude der Zeit – nicht stroh- oder schilfgedeckt, sondern verfügten bereits über Dachziegel. Beide Scheunen haben Tore, die bis in den Dachbereich hineinreichen.